# Takhta Pul (distrikt)
Takhta Pul (persiska: تخته پل), eller Wuluswali-ye Takhta Pul (ولسوالی تخته پل), är ett distrikt i centrala Afghanistan, i provinsen Daykondi. Administrativ huvudort är Takhta Pul.
Takhta Pul är ett av landets provisoriska distrikt och beräknades år 2022 ha omkring 15 000 invånare.